# أندرو دان
أندرو دان (بالإنجليزية: Andrew Dunn)‏ هو ممثل بريطاني، ولد في 12 أبريل 1957 في المملكة المتحدة.

## وصلات خارجية
- أندرو دان على موقع IMDb (الإنجليزية)
- أندرو دان على موقع قاعدة بيانات الفيلم (الإنجليزية)